# پایگاه اطلاع‌رسانی بازار سرمایه ایران
پایگاه اطلاع‌رسانی بازار سرمایه ایران (به انگلیسی: Securities & Exchange News Agency) موسوم به سنا (به انگلیسی: SENA) یک خبرگزاری برخط (آنلاین) است که اخبار بورس در ایران را پوشش می‌دهد.

این خبرگزاری زیر نظر «شرکت اطلاع‌رسانی و خدمات بورس» کار می‌کند و به عنوان خبرگزاری رسمی سازمان بورس و اوراق بهادار شناخته می‌شود.

## گروه‌بندی اخبار
پایگاه اطلاع‌رسانی بازار سرمایه ایران دارای شش گروه خبری است:
- بازار سرمایه
- بورس اوراق بهادار
- بورس کالا
- شرکت‌ها
- فرابورس
- بین‌الملل

## رتبه صفحه
رتبه صفحه (Page Rank) پایگاه اطلاع‌رسانی بازار سرمایه ایران به استناد دو مرجع معتبر بین‌المللی:
- چک‌کننده رتبه صفحه گوگل:۵/۱۰[۱]
- الکسا: ایران:۱۵۴۷ جهان:۹۱۰۳۲ [۲]